# Otto August Rosenberger

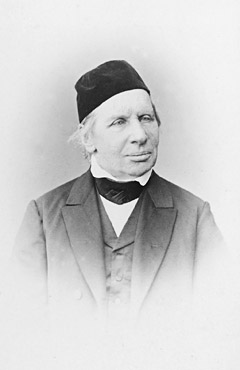
Otto August Rosenberger

Otto August Rosenberger (* 10. August 1800 in Tuckum, Gouvernement Kurland; † 23. Januar 1890 in Halle) war ein deutscher Astronom.

## Leben
Rosenberger war ein Sohn des Mediziners Otto Christian Rosenberger (12. Juli 1771 – September 1841) und dessen Frau Elisabeth Regina (geborene Hamann; 12. April 1772 – 5. Februar 1838). Der Philosoph Johann Georg Hamann (1730–1788) war sein Großvater. Er erhielt als Kind zunächst Privatunterricht und besuchte die Kreisschule in Dorpat. 1811 siedelte er mit seinen Eltern aus dem Russischen Kaiserreich nach Königsberg i. Pr. über. Hier besuchte er das Altstädtische Gymnasium, das von seinem Onkel Johann Michael Hamann geleitet wurde.
Hier zeigte sich bereits seine Vorliebe für die mathematischen Fächer. Seit Ostern 1819 studierte er Philologie und Mathematik an der Albertus-Universität Königsberg, ursprünglich für das Lehramt. Er widmete sich unter Friedrich Wilhelm Bessel hauptsächlich der Mathematik und mit der Astronomie. Im Sommer 1822 unternahm er eine Reise nach Dorpat, um dort eine Anstellung als Schullehrer zu übernehmen. Als er 1823 als Nachfolger von Friedrich Wilhelm August Argelander berufen wurde die Stelle als Assistent von Bessels an der Königsberger Sternwarte anzutreten, folgte er diesem Ruf. Im Juli 1826 wurde er zum Doktor der Philosophie promoviert.

## Wirken in Halle
Rosenberger wechselte im Oktober 1826 auf Empfehlung von Bessel als Nachfolger des verstorbenen Johann Friedrich Pfaff an die Sternwarte der Universität Halle, wo er außerordentlicher Professor der angewandten Mathematik und Astronomie sowie Observator wurde. Da der Zustand der Halleschen Sternwarte astronomische Beobachtungen nicht begünstigte, blieb Rosenbergers Tätigkeit zunächst auf seine Vorlesungen beschränkt. Doch er sorgte bald für eine Modernisierung der Beobachtungsstation der Sternwarte, da er bei seinem Dienstantritt als Observator nicht einmal eine brauchbare Uhr vorgefunden hatte. So widmete er sich zunächst rechnerischen Arbeiten wie der Berechnung den Bahnen der Kometen oder der Lappländischen Gradmessung. 1831 wurde er zum ordentlichen Professor ernannt. 1836 veröffentlichte er keine wissenschaftlichen Arbeiten mehr, sondern widmete sich der Forschung, hielt Vorlesungen in den Fächern Mathematik und Astronomie und übernahm Aufgaben in der Verwaltung der Universität. Er wirkte mehrfach als Dekan der Philosophischen Fakultät oder lange Jahre als Ephorus der Wittenberger Benefizien. 1879 wurde er von seiner Lehrtätigkeit entbunden. Er war unverheiratet und hatte keine Kinder. Er erforschte insbesondere die Elemente des Halleyschen Kometen, wobei er dessen Erscheinen in den Jahren 1759 und 1682 berücksichtigte und die Störungen in seinem Umlauf von 1682 bis 1759 untersuchte. Rosenberger befasste sich zudem mit der Massenbestimmung des Jupiter und des Merkur.

## Ehrungen (Auswahl)
- 1837: Goldmedaille der Royal Astronomical Society
- 1854 mit dem Roten Adler-Orden IV. Klasse, für seine Beteiligung an der Tätigkeit Pressevereins und in allen „gleichgerichteten Bestrebungen“.
- 1865: Kronen-Orden III. Klasse, für die Gründung eines Frauenvereines, der warme Kleider für die in Dänemark kämpfenden preußischen Truppen sammelte.
- Roter Adler-Orden III. Klasse, anlässlich seines 50-jährigen Professorenjubiläums
- Roter Adler-Orden II. Klasse, anlässlich seines 60-jährigen Doktorjubiläums
- Der Mondkrater Rosenberger ist nach ihm benannt.

## Schriften (Auswahl)
- Über die in den Jahren 1736 und 1737 in Schweden vorgenommene Gradmessung. In: Astronomische Nachrichten. Band 6, 1828.
- Beiträge zum Halleyschen Kometen. In: Astronomische Nachrichten. Band 8–13, 1830–1835 (Elemente des Halleyschen Cometen bei seiner letzten Sichtbarkeit, 1830; Elemente des Halleyschen Cometen bei seiner Erscheinung 1682–1831; Ueber die Störungen des Halleyschen Cometen von 1682 bis 1759; Ephemeride des Halleyschen Cometen mit Zuziehung der Königsberger Beobachtung vom 25. August 1835).